# Quadratmeter
Quadratmeter, auch Geviertmeter, ist eine Maßeinheit für den Flächeninhalt (→ Flächenmaßeinheit), die kohärente SI-Einheit der Fläche. 1 Quadratmeter ist der Flächeninhalt eines Quadrats der Seitenlänge 1 Meter.
Das Einheitenzeichen für Quadratmeter ist m². Das noch anzutreffende Zeichen qm ist ein seit den 1970er Jahren veraltetes, im SI-Einheitensystem nicht mehr zulässiges Einheitenzeichen. Dennoch kommt es noch dort zum Einsatz, wo ein Hochstellen von Zeichen nicht möglich oder erschwert ist.
Umgangssprachlich wird der Quadratmeter auch Meter im Quadrat genannt. Standardsprachlich bezeichnen 6 Meter im Quadrat jedoch nicht 6 Quadratmeter, sondern ein Quadrat von 6 Meter × 6 Meter, also 36 Quadratmeter.

## Häufige Abwandlungen der Einheit Quadratmeter
Indem man zwischen Quadrat- und -meter ein entsprechendes SI-Präfix setzt, kann man auch andere Maße für Flächen definieren. Der Vorsatz wird dabei gemäß dem internationalen Einheitensystem (SI) direkt vor die Basiseinheit gesetzt.

### Quadratmillimeter
Der Quadratmillimeter (Einheitenzeichen: mm²) ist eine SI-Einheit der Fläche. Ein Quadratmillimeter oder „Millimeter zum Quadrat“ ist die Fläche eines Quadrates mit 1 Millimeter = 0,1 Zentimeter Seitenlänge. Es gilt: 100 mm² = 1 cm²

### Quadratzentimeter

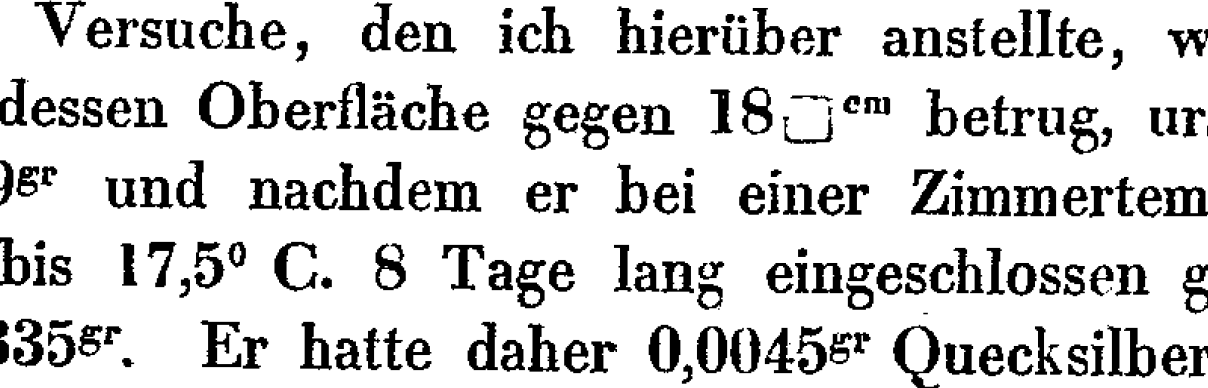
Historische Darstellung des Ausdrucks „18 Quadratzentimeter“ in einer Ausführung Wilhelm Hittorfs in den Annalen der Physik von 1869

Ein Quadratzentimeter oder „Zentimeter zum Quadrat“ ist die Fläche eines Quadrates mit 1 Zentimeter = 10 Millimeter Seitenlänge. Mit der Verbreitung der Computer trat das Problem auf, dass die hochgestellte „2“ anfangs nicht dargestellt werden konnte, daher wurden und werden teilweise noch die Behelfsschreibungen „cm2“, „cm^2“ und „cm**2“ verwendet.
Es gilt: 10.000 cm² = 1 m²

### Quadratdezimeter
Ein Quadratdezimeter oder „Dezimeter zum Quadrat“ ist die Fläche eines Quadrates mit 1 Dezimeter Seitenlänge. Auch die Umschreibungen „qdm“, „dm^2“ und „dm**2“ werden benutzt, sind aber nicht SI-konform.
Es gilt: 100 dm² = 1 m²

### Quadratkilometer
Ein Quadratkilometer ist die Fläche eines Quadrats von 1 Kilometer Seitenlänge. Ein Quadratkilometer umfasst 100 Hektar. Das Einheitenzeichen für Quadratkilometer ist km². Es gilt: 1 km² = 1.000.000 m²
Die manchmal noch verwendete Abkürzung qkm entspricht nicht dem Internationalen Einheitensystem, den in Normen festgelegten Empfehlungen des Deutschen Instituts für Normung (DIN) und den deutschen Rechtsvorschriften über gesetzliche Einheiten im Messwesen.

## Umrechnungen

### Metrische Maße
- 10 m × 10 m = 1 a (Ar)
- 100 m × 100 m =  1 ha (Hektar)

1 km² = 100 ha = 10.000 a = 1.000.000 m²
1 m² = 100 dm² = 10.000 cm² = 1.000.000 mm²

### Sonstige
|                | square inch        | square foot     | Quadratmeter   | acre |
| -------------- | ------------------ | --------------- | -------------- | ---- |
| 1 square mile  | 4.014.489.600,0000 | 27.878.400,0000 | 2.589.988,1103 | 640  |
| 1 Acre         | 6.272.640,0000     | 43.560,0000     | 4.046,8564     |      |
| 1 Quadratmeter | 1.550,0031         | 10,7639         |                |      |
| 1 square foot  | 144,0000           |                 |                |      |

- 10−28 m2 = 1 b (Barn (in der Kern- und Atomphysik))

Barn, Ar und Hektar sind in Deutschland, Österreich und der Schweiz gesetzliche Einheiten im Messwesen mit beschränktem Anwendungsbereich. Das Barn darf nur in Kern- und Atomphysik, Ar und Hektar dürfen nur bei der Flächenangabe für Grund- und Flurstücke benutzt werden.
Zur Angabe von Wohnflächen gelten besondere Regeln (prozentuale Abschläge für Nebenräume oder unter Dachschrägen usw.), sodass eine rechtlich korrekte Angabe von der gemessenen Grundfläche abweichen kann.